# Административное деление Суринама

Округа Суринама

Административное деление Суринама — деление Суринама на административные единицы. Суринам разделен на 10 округов и 62 коммуны (см. рисунок).
| №  | Округ      | Административный центр | Площадь, км² | Населения, (2004) чел. | Населения, (2012) чел. | Плотность, чел./км² |
| -- | ---------- | ---------------------- | ------------ | ---------------------- | ---------------------- | ------------------- |
| 1  | Никкери    | Ньив-Никкери           | 5 353        | 36 639                 | 34 233                 | 6,84                |
| 2  | Корони     | Тотнесс                | 3 902        | 3 391                  | 2 887                  | 0,74                |
| 3  | Сарамакка  | Гронинген              | 3 636        | 15 980                 | 17 480                 | 4,39                |
| 4  | Ваника     | Лелидорп               | 442          | 85 986                 | 118 222                | 194,54              |
| 5  | Парамарибо | Парамарибо             | 183          | 242 946                | 240 924                | 1327,57             |
| 6  | Коммевейне | Ньив-Амстердам         | 2 353        | 24 649                 | 31 420                 | 10,48               |
| 7  | Маровейне  | Албина                 | 4 627        | 16 642                 | 18 294                 | 3,60                |
| 8  | Пара       | Онвервахт              | 5 393        | 18 749                 | 24 700                 | 3,48                |
| 9  | Сипаливини | отсутствует            | 130 567      | 34 136                 | 37 065                 | 0,26                |
| 10 | Брокопондо | Брокопондо             | 7 364        | 14 215                 | 15 909                 | 1,93                |
|    | Всего      |                        | 163 820      | 492 829                | 541 638                | 3,01                |

## История
Суринам был впервые административно разделен в 1834 году голландским королевским указом. Затем колония заняла прибрежную полосу и земли вдоль рек, где располагались плантации. В то время было создано 2 полноценных округа: Никкери и Корони и 8 административных единиц вблизи Парамарибо: Верхний Суринам и Торарика, Нижний Коммевийн, Верхний Коммевийн, Матапика, Нижняя Коттика, Верхняя Коттика и Парика, Сарамакка и Пара.
В 1927 году было произведено новое деление на 7 округов: Парамарибо, Коммевижн, Корони, Маровижн, Никери, Сарамакка и Суринам. В 1958 году Брокопондо был отделен от Суринама, а в 1966 году — от округа Пара. В 1985 году в результате слияния южных земель районов Маровийн, Никери, Сарамакка и Суринам был образован новый субъект — Сипаливини.